# Szabolcsi Bence-díj
A Szabolcsi Bence-díj kiemelkedő zenetudományi, zenekritikai és zenei ismeretterjesztő tevékenység elismerésére adományozható állami kitüntetés.
A díjat évente, március 15-én, két személy kaphatja.
A kitüntetett adományozást igazoló okiratot és érmet kap.
Az érem kerek alakú, bronzból készült, átmérője 80, vastagsága 8 milliméter. Az érem Szöllőssy Enikő szobrászművész alkotása, egyoldalas, Szabolcsi Bence domború arcképét ábrázolja, és SZABOLCSI BENCE-DÍJ felirattal van ellátva.

## Díjazottak
- 2024 – Péteri Judit zenetörténész[1]
- 2023
- 2022 – Péteri Lóránt zenetörténész, a Liszt Ferenc Zeneművészeti Egyetem tanszékvezető, egyetemi tanára.[2]
- 2021
- 2020 – Dr. Czagány Zsuzsanna zenetörténész
- 2019 – Dalos Anna zenetörténész és Sipos János népzenekutató,
- 2018 – Gombos László zenetörténész, a Magyar Tudományos Akadémia Bölcsészettudományi Kutatóközpont Zenetudományi Intézet Zenetörténeti Múzeum tudományos munkatársa[3]
- 2017
- 2016 – Dr. Domokos Zsuzsanna, zenetörténész, a Liszt Ferenc Emlékmúzeum és Kutatóközpont igazgatója[4]
- 2015 – Dr. Pávai István népzenekutató, habilitált egyetemi docens, az MTA BTK Zenetudományi Intézet tudományos főmunkatársa
- 2014 – Szőnyiné Szerző Katalin, zenetörténész
- 2013 – Miháltz Gáborné dr. Tari Lujza, zenetörténész, népzenekutató
- 2012 – Dr. Szalay Olga zenetörténész és Solymosi–Tari Emőke zenetörténész, a Liszt Ferenc Zeneművészeti Egyetem adjunktusa
- 2011 – Dr. Ittzés Mihály zenetudós, zenepedagógus, LFZE Kodály Zoltán Zenepedagógiai Intézet és Richter Pál zenetörténész, MTA Zenetudományi Intézet
- 2010 – Grabócz Márta zenetörténész, zeneesztéta, a Strasbourgi Egyetem tanára és Kovalcsik Katalin, az MTA Zenetudományi Intézet népzenekutatója[5]
- 2009 – Csengery Kristóf zenetörténész, zenekritikus, a Muzsika című folyóirat szerkesztője és Dr. Eősze László Erkel-díjas zenetörténész
- 2008 – Bereczky János, az MTA Zenetudományi Intézet népzenekutatója és Réti Zoltán nyugalmazott zeneiskolai igazgató
- 2007 – Hamburger Klára, a Magyar Tudományos Akadémia zenetudomány doktora, zenetörténész és Pándi Marianne Táncsics Mihály-díjas zenetörténész, zenekritikus és zenei ismeretterjesztő.
- 2006 – Domokos Mária, a Magyar Tudományos Akadémia Zenetudományi Intézet tudományos főmunkatársa és Lampert Vera, a USA Brandeis University zenetörténésze.
- 2005 – Székely András zenetörténész és Vikárius László zenetörténész.
- 2004 – Eckhardt Mária zenetörténész, a Budapesti Liszt Ferenc Emlékmúzeum igazgatója, karnagy; Mező Imre zeneszerző, zenetudós; valamint Sulyok Imre orgonaművész, zeneszerző, zenetörténész.
- 2003 – László Ferenc kolozsvári zenetörténész és Sólyom György zenetörténész.
- 2002 – Ferenczi Ilona, a Magyar Tudományos Akadémia Zenetudományi Intézetének zenetörténésze, a Liszt Ferenc Zeneművészeti Egyetem docense és Paksa Katalin népzenekutató, a Magyar Tudományos Akadémia Zenetudományi Intézetének tudományos főmunkatársa.
- 2001 – Almási István népzenekutató és Berlász Melinda zenetörténész.
- 2000 – Meixner Mihály, a Magyar Rádió zenei szerkesztője, főmunkatárs